# Bejtar (pevnost)

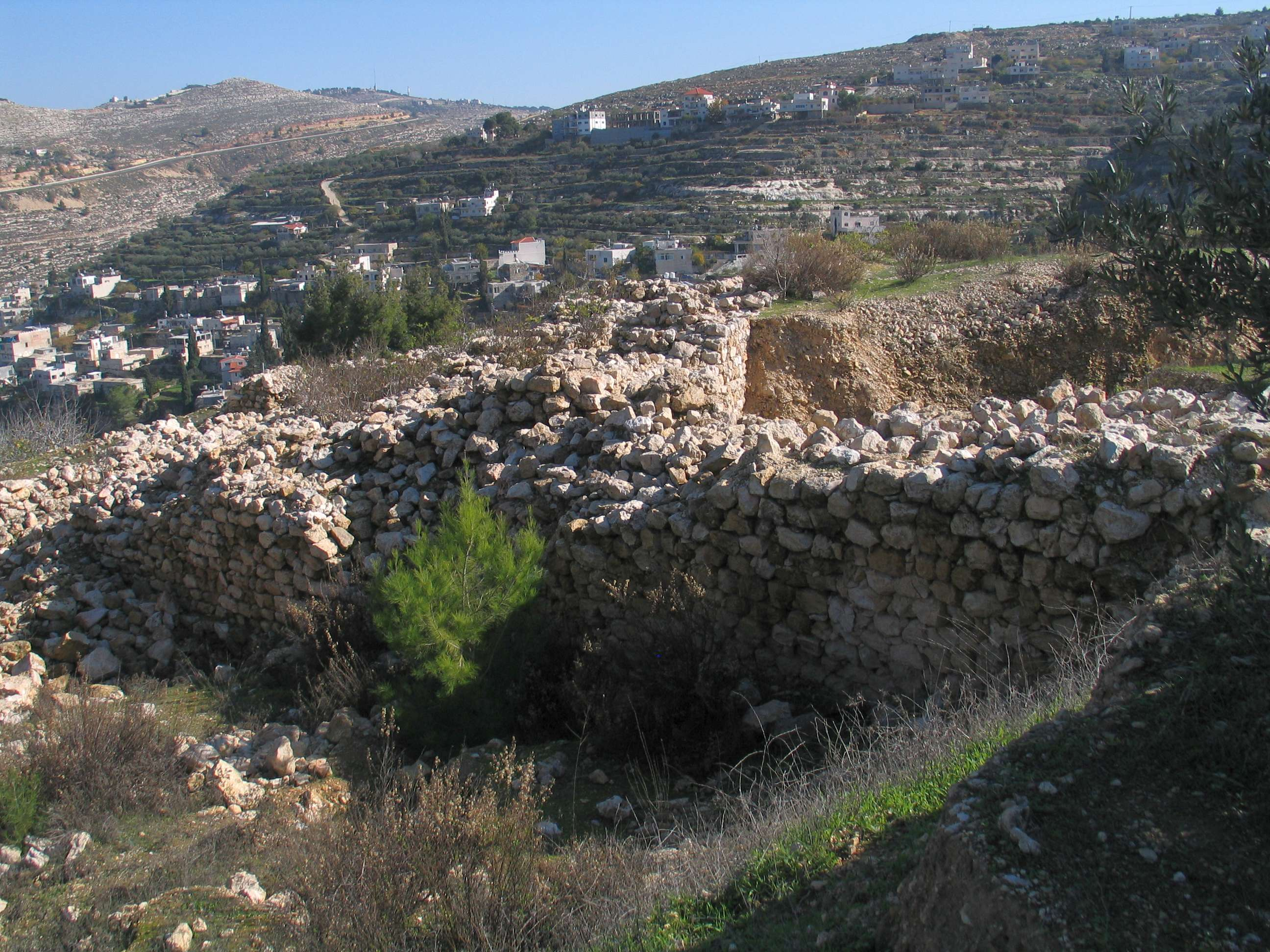
Pozůstatky pevnosti Bejtar

Bejtar (hebrejsky ביתר‎, také přepisováno Betar) bylo starověké pevnostní město, jež jako poslední vzdorovalo Římanům za povstání Bar Kochby. Jeho zbytky jsou identifikovány v Chirbet al-Jehúd uvnitř současné palestinské obce Battir, 7 km jihozápadně od Jeruzaléma.

## Historie
Z vykopávek vyplývá, že místo bylo osídleno od doby železné do doby římské. Město je zmíněno v Babylónském talmudu, traktátu Gitin 57ab. Na jaře r. 135 se město stalo posledním útočištěm Bar Kochby a jeho vojska. Římané je obklíčili a v létě 135 dobyli, podle židovské tradice dne 9. avu.
Místo bylo opuštěno až do doby osmanské.

## Archeologie
Ze starověkého Bejtaru se dochovaly stopy hradeb, stopy po římských vojenských táborech a po obléhacím náspu. Zachovala se vodní nádrž dlouhá 65 m, zásobená vydatným pramenem (lokalita Ejn al-Balad, též Ein Al Balad) a poblíž římský nápis z doby obléhání, zmiňující 5. a 11. legii.
Pramen se stal důvodem, proč byla v Bejtaru v roce 1892 postavena železniční stanice. O tuto železnici byly vedeny těžké boje za války za nezávislost.